# حي النعيم (المنامة)
حي النُّعَيْم  هو أحد أحياء مدينة المنامة عاصمة البحرين ويقع غرب المنامة وبحكم توسعه العمراني وازدياد عدد سكانه ورقعته الجغرافية، وبسبب ظروف تاريخية صار منطقة شبه مستقلة عن المنامة وفيها أكثر من حي. 
يبلغ تعداد سكان منطقة النعيم حوالي ستة آلاف نسمة هم الذين يسكنون في المنطقة حاليا، في حين ينحدر من المنطقة أكثر من عشرة آلاف نسمة يسكنون في مناطق وقرى البحرين المختلفة. وفي حين انقطعت بعض الأسر التي نزحت من النعيم إلى مناطق أخرى عن المنطقة، بقيت الأغلبية مرتبطة بها حيث تكثر زياراتهم لأهاليهم وذويهم وأصدقائهم الذين ما زالوا يقطنون المنطقة، وتتكثف هذه الزيارات في المناسبات الدينية كالأعياد وعاشوراء وشهر رمضان.
وأحد أهم أسباب انعزال النعيم عن المنامة هي حادثة بناء سور المنامة الذي قسم حي النعيم إلى قسمين: النعيم الجنوبية وكانت ضمن السور، والنعيم الشمالية وكانت خارج السور، ولأن معظم أهالي النعيم كانوا يشتغلون في حرف مرتبطة بالبحر كصناعة السفن والتجارة باللؤلؤ وصيد الأسماك، فقد نزح جزء كبير من قاطني النعيم الجنوبية إلى خارج السور. وهكذا صارت منطقة النعيم منفصلة عن المنامة. واليوم لم يعد لهذا السور وجود حيث اختفت آثاره منذ عقود، وعاد الاتصال العمراني من جديد بين منطقة النعيم وأحياء المنامة.

## تاريخ منطقة النعيم
تاريخ الحي غامض إجمالا إذا استثنينا القرن الأخير، بسبب عدم توثيق السواد الأعظم من تاريخ المنطقة والاكتفاء بالسرد الشفوي للحوادث الذي تناقلته بعض الأجيال في حين ضاع معظمه في طيات الماضي. وأقدم حادثة موثقة وقعت بين أيدينا عن المنطقة، هي حادثة وفاة العلامة السيد هاشم التوبلاني البحراني (صاحب كتاب البرهان في تفسير القرآن) في أحد بيوت المنطقة حوالي سنة 1695، حيث أنه كان متزوجا من أرملة أحد علماء المنطقة (الشيخ علي بن الشيخ عبد الله بن الشيخ حسين بن علي بن كنبار الضبيري) وكان لهذا الرجل بيت معروف في المنطقة، وكان السيد التوبلاني في ذلك البيت يوم وفاته. وكان الشيخ حسين بن علي الضبيري (جد الشيخ علي المذكور آنفا) أيضا من سكنة النعيم، مما يعني أن المنطقة كانت آهلة بالسكان ويقطنها العلماء منذ ما يزيد على 400 عام.
وكما ذكرنا، فإن القرن الأخير كان أفضل حظا من حيث توثيق أحداث المنطقة فيه، حيث أنه وفي سنة 1930م بنيت عيادة في المنامة في منطقـة النعيم، وكانت نواة لمستشفى النعيم فيما بعد، حيث بدئ في إنشائه عام 1940م على أرض كانت في الأصل بيتاً قديماً يملكه عبد العزيز القصيبي، ويعتبر مستشفى النعيم أول مستشفى حكومي يبنى على أرض البحرين.
وفي سنة 1953م تم إنشاء نادي النعيم الثقافي والرياضي، الذي تميزت عقوده الأولى بالنشاط الزاخر ثقافيا وسياسيا ورياضيا، في حين اقتصرت أنشطة النادي في العقدين الأخيرين إجمالا على الأنشطة الرياضية وخاصة في لعبة كرة اليد، حيث حقق النادي عددا من الإنجازات المشرفة على المستوى الوطني. وفي عام 2001م بعد أن شهدت نوادي البحرين عمليات دمج واسعة، تم دمج النادي مع عدد من نوادي العاصمة تحت اسم نادي الشباب، وتم إنشاء مركز شباب النعيم الثقافي لخدمة أبناء المنطقة في الجانب الثقافي.
وفي الخمسينيات كانت النعيم من ضمن المراكز النشطة للحركة المطلبية الإصلاحية التي برزت بين عامي 1954-1956، وكان السيد على بن السيد إبراهيم كمال الدين الغريفي (عالم دين وأحد رموز المنطقة آنذاك) من ضمن ثمانية أشخاص انتخبهم الشعب لتمثيله فيما عرف تاريخيا باسم هيئة الاتحاد الوطني.
وفي سنة 1963م أسست الدولة مدرسة النعيم الثانوية للبنين وكانت تقع على شاطئ البحر مباشرة، وقد تخرج من هذه المدرسة أجيال من أبناء الوطن من مختلف قرى البحرين وعلى الخصوص قرى المحافظة الشمالية، وقد كانت مدرسة النعيم من المدارس النشطة سياسيا عبر تاريخها الممتد لأربعين عاما، فكثيرا ما قام طلبتها بمظاهرات واعتصامات تضامنا مع القضايا القومية والوطنية. وقد شهدت منطقة النعيم بناء عدد آخر من المدارس منها مدرسة ابتدائية للبنات كانت محاذية للمأتم الغربي، تم ابدالها بمدرسة أخرى هي مدرسة سمية وتقع جنوبي المقبرة، ومدرسة ابتدائية للبنين غربي المنطقة اسمها مدرسة ابن خلدون وكانت تقع في قبال مسجد الشيخ سالم أبو عراك استبدلت بمدرسة حطين التي تقع في منطقة السويفية غربي النعيم.
وقد شهد عقدي السبعينيات والثمانينيات بروز ظاهرة النزوح الجماعي لأسر المنطقة للسكن في مشاريع الإسكان التي أنشأتها الدولة في بعض مناطق البحرين، حيث أن المنطقة لم تحض بمخططات اسكانية رغم المساحة الواسعة التي تم ردمها من البحر شمالي المنطقة، إذ تم تحويل هذه الأرض المدفونة لمخططات استثمارية شهدت بناء عدد من المجمعات التجارية والأسواق المركزية والفنادق.

## مواضيع ذات صلة
- المنامة